# Liazid Sandjak
Liazid Sandjak (ar. يزيد سنجاق; ur. 11 września 1966 w Montreuil) – algierski piłkarz grający na pozycji ofensywnego pomocnika lub napastnika. W swojej karierze rozegrał 8 meczów w reprezentacji Algierii.

## Kariera klubowa
Swoją karierę piłkarską Sandjak rozpoczął w klubie Olympique Noisy-le-Sec. W 1986 roku został zawodnikiem Paris Saint-Germain. 14 marca 1987 zadebiutował w jego barwach w pierwszej lidze francuskiej w wygranym 1:0 wyjazdowym meczu z Racingiem Club. Zawodnkiem Paris Saint-Germain był do końca sezonu 1991/1992. W sezonie 1988/1989 wywalczył z nim wicemistrzostwo Francji.
Latem 1992 Sandjak przeszedł do drugoligowego OGC Nice. W sezonie 1993/1994 wywalczył z nim awans do pierwszej ligi. W 1995 roku odszedł do AS Saint-Étienne. Swój debiut w nim zaliczył 19 lipca 1995 w zremisowanym 1:1 domowym meczu z OGC Nice. W sezonie 1995/1996 spadł z AS Saint-Étienne do drugiej ligi.
Latem 1996 po spadku AS Saint-Étienne przeszedł do szwajcarskiego Neuchâtel Xamax. 10 lipca 1996 zanotował w nim swój debiut w zwycięskim 2:1 domowym spotkaniu z Servette FC, w którym strzelił gola. W sezonie 1996/1997 wywalczył wicemistrzostwo Szwajcarii. W Neuchâtel grał przez dwa lata.
W 1998 roku Sandjak wrócił do Olympique Noisy-le-Sec. W sezonie 2001/2002 spadł z nim z trzeciej do czwartej ligi. W 2004 roku zakończył w nim swoją karierę.
| Sezon   | Klub                   | Kraj       | Rozgrywki            | Mecze | Bramki |
| ------- | ---------------------- | ---------- | -------------------- | ----- | ------ |
| 1986/87 | Paris Saint-Germain    | Francja    | Division 1           | 8     | 4      |
| 1986/87 | Paris Saint-Germain B  | Francja    | Division 3           | 20    | 13     |
| 1987/88 | Paris Saint-Germain    | Francja    | Division 1           | 19    | 2      |
| 1988/89 | Paris Saint-Germain    | Francja    | Division 1           | 6     | 1      |
| 1988/89 | Paris Saint-Germain B  | Francja    | Division 3           | 17    | 5      |
| 1989/90 | Paris Saint-Germain    | Francja    | Division 1           | 23    | 0      |
| 1990/91 | Paris Saint-Germain    | Francja    | Division 1           | 17    | 1      |
| 1991/92 | Paris Saint-Germain    | Francja    | Division 1           | 3     | 0      |
| 1991/92 | Paris Saint-Germain B  | Francja    | Division 3           | 16    | 4      |
| 1992/93 | OGC Nice               | Francja    | Division 2           | 27    | 10     |
| 1993/94 | OGC Nice               | Francja    | Division 2           | 38    | 10     |
| 1994/95 | OGC Nice               | Francja    | Division 1           | 32    | 9      |
| 1995/96 | AS Saint-Étienne       | Francja    | Division 1           | 33    | 8      |
| 1996/97 | Neuchâtel Xamax        | Szwajcaria | Nationalliga A       | 27    | 6      |
| 1997/98 | Neuchâtel Xamax        | Szwajcaria | Nationalliga A       | 11    | 2      |
| 1998/99 | Olympique Noisy-le-Sec | Francja    | Championnat National | 17    | 3      |
| 1999/00 | Olympique Noisy-le-Sec | Francja    | Championnat National | 33    | 3      |
| 2000/01 | Olympique Noisy-le-Sec | Francja    | Championnat National | 10    | 1      |
| 2001/02 | Olympique Noisy-le-Sec | Francja    | Championnat National | 0     | 0      |
| 2002/03 | Olympique Noisy-le-Sec | Francja    | CFA                  | 17    | 0      |
| 2003/04 | Olympique Noisy-le-Sec | Francja    | CFA                  | 23    | 2      |
| 2004/05 | Olympique Noisy-le-Sec | Francja    | CFA                  | 8     | 0      |

## Kariera reprezentacyjna
W reprezentacji Algierii Sandjak zadebiutował 12 kwietnia 1987 w zremisowanym 0:0 meczu kwalifikacji do Pucharu Narodów Afryki 1988 z Tunezją, rozegranym w Tunisie. W 1992 roku został powołany do kadry na Puchar Narodów Afryki 1992. Na tym turnieju rozegrał jeden mecz grupowy, z Wybrzeżem Kości Słoniowej (0:3). Od 1987 do 1992 wystąpił w kadrze narodowej 8 razy.